# カラム・ブース
カラム・ブース（Callum Booth, 1991年5月30日 - ）は、スコットランド・ストランラー出身のサッカー選手。セント・ジョンストンFC所属。ポジションはDF。

## 経歴
10歳でハイバーニアンFCの下部組織に所属した。2010年にトップチームに昇格。
2015年1月28日、パーティック・シッスルFCに期限付き移籍。5月14日には単年契約を結び、パーティック・シッスルに完全移籍した。
2018年5月30日、ダンディー・ユナイテッドFCと2年契約を結んだ。
2019年7月24日にダンディー・ユナイテッドを退団後、ベリーFCと2年契約を結ぶことで合意をしていたが、ベリーが財政難によりフットボールリーグから追放されたため実現しなかった。2019年9月16日、セント・ジョンストンFCに加入した。

## タイトル
レイス・ローヴァーズ
- スコティッシュチャレンジカップ: 2013-14

セント・ジョンストン
- スコティッシュカップ: 2020-21
- スコティッシュリーグカップ: 2020-21